# Шаппелл, Дейв
Дэ́вид Ка́ри Уэ́ббер Шаппе́лл (англ. David Khari Webber Chappelle; 24 августа 1973) — американский стендап-комик, актёр и сценарист. Лауреат двух премий «Эмми» и премии «Грэмми».
Карьера Дейва началась в 1993 году с роли в фильме «Робин Гуд: Мужчины в трико». Позднее он снимался во второстепенных ролях в фильмах «Чокнутый профессор», «Воздушная тюрьма» и «Бриллиантовый полицейский». Свою первую главную роль он сыграл в фильме «Непропечённый» в 1998 году. Широкую известность получил после выхода в 2003 году телевизионного комедийного шоу. Comedy Central поместила Дейва Шаппелла на 43-е место в списке 100 великих начинающих комиков.
В 1998 году принял ислам.

## Фильмография
| Год       |     | Русское название           | Оригинальное название                       | Роль                             |
| --------- | --- | -------------------------- | ------------------------------------------- | -------------------------------- |
| 1981      | ф   | —                          | The End of August                           | ребёнок на пляже                 |
| 1993      | ф   | Робин Гуд: Мужчины в трико | Robin Hood: Men in Tights                   | Ап-Чхи                           |
| 1993      | ф   | Из жизни тайных агентов    | Undercover Blues                            | Оззи                             |
| 1994      | ф   | Поступление                | Getting In                                  | Рон                              |
| 1995      | с   | Большой ремонт             | Home Improvement                            | Дейв                             |
| 1996      | с   | —                          | Buddies                                     | Дейв Карлайл                     |
| 1996      | ф   | Чокнутый профессор         | The Nutty Professor                         | Реджи Уоррингтон                 |
| 1996      | ф   | Квартирка Джо              | Joe’s Apartment                             | таракан                          |
| 1997      | ф   | Воздушная тюрьма           | Con Air                                     | Бильярд                          |
| 1997      | мс  | Доктор Кац                 | Dr. Katz, Professional Therapist            | Дейв                             |
| 1997      | ф   | Настоящая блондинка        | The Real Blonde                             | Зи                               |
| 1997      | мф  | —                          | Mother Goose: A Rappin’ and Rhymin’ Special | паук                             |
| 1997      | кор | —                          | Damn Whitey                                 | Дейв                             |
| 1997      | кор | —                          | Bowl of Pork                                | чёрный Форрест Гамп              |
| 1998      | ф   | Непропечённый              | Half Baked                                  | Тэргуд Дженкинс / сэр Много-Курю |
| 1998      | с   | Шоу Ларри Сандерса         | The Larry Sanders Show                      | в роли самого себя               |
| 1998      | ф   | Ву                         | Woo                                         | Ленни                            |
| 1998      | ф   | Вам письмо                 | You’ve Got Mail                             | Кевин Джексон                    |
| 1999      | ф   | 200 сигарет                | 200 Cigarettes                              | диско-таксист                    |
| 1999      | ф   | Бриллиантовый полицейский  | Blue Streak                                 | Талли                            |
| 2000      | ф   | История одного похищения   | Screwed                                     | Расти Пи Хэйес                   |
| 2002      | ф   | Тайный брат                | Undercover Brother                          | брат заговора                    |
| 2002—2007 | мс  | Говорящие куклы            | Crank Yankers                               | Фрэнсис / Шейвин                 |
| 2003      | с   | —                          | Wanda at Large                              | Винсент                          |
| 2006      | с   | Шоу Шаппелла               | Chappelle’s Show                            | разные персонажи                 |
| 2015      | ф   | Чирак                      | Chi-Raq                                     | Моррис                           |
| 2018      | ф   | Звезда родилась            | A Star Is Born                              | Нудлс                            |